# 486
486 (CDLXXXVI) var ett normalår som började en onsdag i den julianska kalendern.

## Händelser

### Okänt datum
- Klodvig I besegrar den romerske ståthållaren Syagrius i slaget vid Soissons och erövrar den sista återstoden av det romerska väldet i Nordfrankrike. Landet mellan Loire och Somme blir en del av det frankiska riket.

## Avlidna
- Senjing, kinesisk buddhistnunna.